# ادمون دام
ادمون دام (بالفرنسية: Edmond Dame)‏ هو مصارع رياضي فرنسي، ولد في 4 نوفمبر 1893 في رويفروي في فرنسا، وتوفي في 31 أغسطس 1956 في باريس في فرنسا.

## وصلات خارجية
- ادمون دام على موقع قاعدة بيانات المصارعة الدولية (الإنجليزية)
- ادمون دام على موقع اللجنة الأولمبية الدولية (الإنجليزية)
- ادمون دام على موقع أوليمبيديا (الإنجليزية)